# Вержбицкий, Богдан Владимирович
Богдан Владимирович Вержбицкий — советский и украинский кинооператор и сценарист. Заслуженный деятель искусств Украины (1996).

## Биография
Родился во Львове. Окончил Киевский театральный институт имени Карпенко-Карого (1977, мастерская С. Лисецкого).
С 1977 — оператор-постановщик Киевской киностудии имени А. Довженко, с 1992 — педагог театрального института, заслуженный деятель искусств Украины. заведующий кафедрой операторского искусства КНУТКТ им. Карпенко-Карого, доцент.

## Фильмография

### Оператор
1. 1982 — Свидание, (реж. Итыгилов Александр)
2. 1983 — Голос памяти
3. 1983 — Миргород и его обитатели
4. 1985 — Каждый охотник желает знать…
5. 1986 — Первоцвет
6. 1987 — Филёр, (реж. Роман Балаян)
7. 1988 — Передай дальше
8. 1990 — Ведьма
9. 1993 — Фучжоу, (реж. Михаил Ильенко)
10. 1998 — Две луны, три солнца, (реж. Роман Балаян)
11. 2002 — Шум ветра, (реж. Сергей Маслобойщиков)
12. 2004 — Ночь светла, (реж. Роман Балаян)
13. 2008 — Тяжелый песок (телесериал), (реж. Антон Барщевский)
14. 2008 — Райские птицы, (реж. Роман Балаян)
15. 2008 — Право на надежду
16. 2009 — Кто там

## Награды
- Заслуженный деятель искусств Украины (1996)[1].
- Лучшая операторская работа — на V кинофестивале «Бригантина» за фильм «Шум ветра» 2002
- Приз за лучшую операторскую работу на XI фестивале «Киношок» 2002
- Лучшая операторская работа — XIV кинофорума «Золотой Витязь» за фильм «Ночь светла» 2005
- Орден «За заслуги» ІІІ степени (2019)[2]